# 阿羅馬斯 (加利福尼亞州)
阿羅馬斯（英語：Aromas）是位於美國加利福尼亞州蒙特雷縣的一個人口普查指定地區。

## 地理
阿羅默斯的座標為36°53′13″N 121°38′29″W / 36.88694°N 121.64139°W，而該地最高點為海拔高度40米（即131英尺）。

## 人口
根據2010年美國人口普查的數據，阿羅默斯的面積為12.29平方千米，當中陸地面積為12.27平方千米，而水域面積為0.02平方千米。當地共有人口2650人，而人口密度為每平方千米215人。